# 949
| [ Edytuj tabelę ]              |                                         |
| Książę Polski                  | - 940 Siemomysł 960                     |
| Król Anglii                    | - 946 Edred 955                         |
| Hrabia Aragonii                | - 922 Andregota Galíndez 972            |
| Hrabia Aragonii i król Nawarry | - 926 Garcia I 970                      |
| Hrabia Barcelony               | - 947 Borrell II 992 - 947 Miro 966     |
| Książę Bawarii                 | - 947 Henryk I 955                      |
| Książę Burgundii               | - 923 Hugo Czarny 952                   |
| Cesarz Bizancjum               | - 913 Konstantyn VII Porfirogeneta 959  |
| Car Bułgarii                   | - 927 Piotr I 969                       |
| Książę Czech                   | - 935 Bolesław I Srogi 972              |
| Król Danii                     | - 940 Gorm Stary 958                    |
| Władca Egiptu                  | - 946 Abu al-Kasim Unudżur 960          |
| Król Franków zachodnich        | - 936 Ludwik IV Zamorski 954            |
| Hrabia Holandii                | - 939 Dirk II 988                       |
| Cesarz Japonii                 | - 946 Murakami 967                      |
| Kalif                          | - 946 Al-Muti 974                       |
| Hrabia Kastylii                | - 923 Ferdinand Gonzalez 970            |
| Król Khmerów                   | - 944 Radżendrawarman II 968            |
| Wielki książę Kijowa           | - 945 Światosław I 972                  |
| Patriarcha Konstantynopola     | - 933 Teofilakt 956                     |
| Władca Korei                   | - 945 Chŏngjong 949 - 949 Kwangjong 975 |
| Król Leónu                     | - 931 Ramiro II 950                     |
| Król Norwegii                  | - 933 Haakon Dobry 961                  |
| Hrabia Palatynatu              | - 945 Hermann Pusillus 994              |
| Papież                         | - 946 Agapit II 955                     |
| Hrabia Portugalii              | - 924 Mendo I i Mumadona Dias 950       |
| Książę Saksonii                | - 936 Otton I Wielki 961                |
| Król Szkocji                   | - 943 Malcolm I 954                     |
| Doża Wenecji                   | - 942 Pietro III Candiano 959           |
| Książę Węgier                  | - 947 Fajsz 955                         |

Rok 949 / CMXLIX
stulecia: IX wiek ~
X wiek ~
XI wiek

lata: 939 «
944 «
945 «
946 «
947 «
948 «
949
» 950
» 951
» 952
» 953
» 954
» 959

## Wydarzenia
- Europa
  - zaburzenia wewnętrzne w Chorwacji doprowadziły do uzależnienia Slawonii od Węgrów

## Urodzili się
- Matylda (opatka w Essen)

## Zmarli
- Al-Mustakfi, dwudziesty drugi kalif Abbasydów (ur. 908)
- Mirosław, król Chorwacji (ur. ?)
- Yōzei, cesarz Japonii